# Italia dei Valori
Italia dei Valori (IdV), "Värderingarnas Italien", är ett populistiskt och anti-korruptionsparti i Italien, grundat den 21 mars 1998. Partiet är medlem i Alliansen liberaler och demokrater för Europa (ALDE) och dess Europaparlamentariker sitter i Gruppen Alliansen liberaler och demokrater för Europa (ALDE). Partiet samarbetar med Demokratiska partiet.